# Cairnsimyia cavifrons
Cairnsimyia cavifrons är en tvåvingeart som beskrevs av Malloch 1931. Cairnsimyia cavifrons ingår i släktet Cairnsimyia och familjen myllflugor. Inga underarter finns listade i Catalogue of Life.